# Оскар Беккер

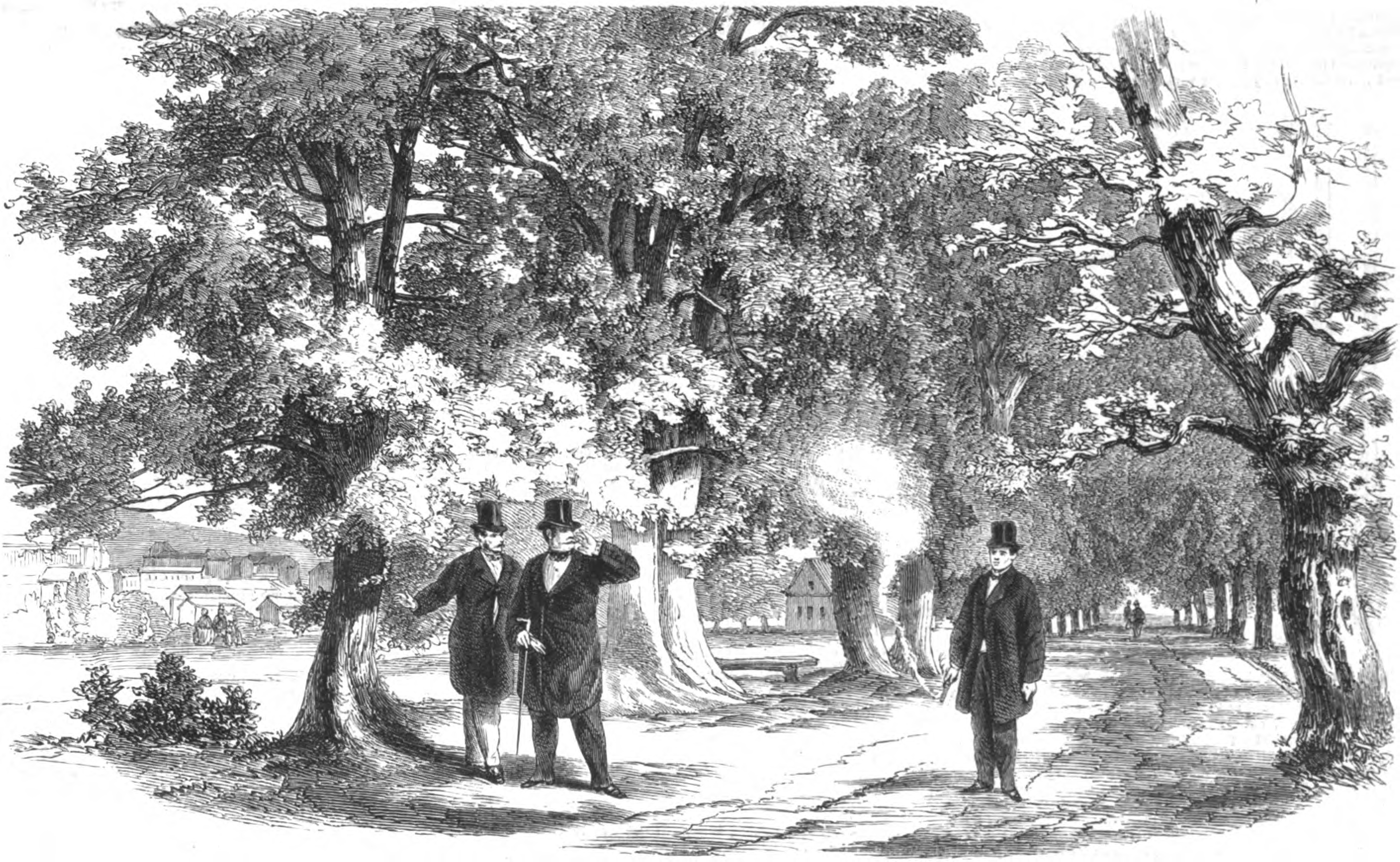
14 липня 1861 року на прусського короля Вільгельма I на Ліхтентальській алеї в Баден-Бадені було скоєно замах. Відтворена тогочасна сцена з Illustrirte Zeitung.

Оскар Вільгельм Беккер (нім. Oskar Wilhelm Becker; 18 червня 1839, Одеса — 16 липня 1868, Александрія) — німецький політичний фанатик, відомий завдяки замаху на короля Пруссії Вільгельма I.

## Життєпис
Беккер народився в Одесі, де його батько Павло Васильович був директором Рішельєвського ліцею. Його першою дружиною та матір'ю Оскара Беккера була Еліза Вільгельміна Беккер, уроджена Дьорстлінг. Павла Васильовича Беккера було удостоєно титулу «дійсний статський радник» і піднесено до дворянства.
У чотирнадцять років його відправили до гімназії в Києві, пізніше, з 1856 по 1859 рік, він відвідував Євангельську гімназію Святого Хреста в Дрездені. Оскар Беккер з 1859 року вивчав у Лейпцигу, зокрема, державознавство, математику та східні мови. Оскар Беккер був братом Карла Вольдемара Беккера і, таким чином, дядьком художниці Паули Модерзон-Беккер.
Влітку 1861 року він вирішив убити Вільгельма I, який у січні 1861 року став королем Пруссії. Беккер вважав його перешкодою на шляху до об'єднання Німеччини. 12 липня він вирушив до Баден-Бадена, де король перебував на лікуванні. Вранці 14 липня на Ліхтентальській алеї Беккер вистрілив з обох стволів свого терцероля в короля, який прогулювався там разом із прусським посланником у Карлсруе, графом Альбертом фон Флеммінгом. Куля зачепила шию короля з лівого боку, спричинивши забій діаметром близько 2½ см; «місце було підбите кров'ю, але поранення не становило жодної небезпеки».
Беккер без опору дозволив Флеммінгу себе заарештувати. При собі він мав лист-зізнання, в якому про політичні мотиви його вчинку було сказано:
|  | Баден, 13 липня 1861. Мотив, з якого я застрелю Його Величність короля Пруссії, полягає в тому, що він не може забезпечити єдність Німеччини, а обставини вимагають, щоб єдність відбулася; тому він повинен померти, щоб інший зміг це здійснити. За цей вчинок мене висміють або вважатимуть несамовитим; але я мушу здійснити цей вчинок, щоб зробити німецьку батьківщину щасливою. Оскар Беккер, студент права з Лейпцига. |

Беккер був засуджений судом присяжних у Брухзалі до 20 років каторги, але вже в жовтні 1866 року його помилували за клопотанням короля Вільгельма. Спочатку Беккер вирушив до Бельгії, де знову зайнявся політичною діяльністю, що не сподобалося місцевому прусському посольству. Він переїхав до Чикаго (США), але 1868 року повернувся до Європи. Він помер у липні 1868 року у віці 29 років в Александрії.

## Твори
- Das Buch des Fürsten (1859) (укр. «Книга князя»)